# Iene
O iene (ou yen; em japonês 円 en, símbolo: ¥; código: JPY; também abreviado como JP¥) é a moeda oficial do Japão. É a terceira moeda mais negociada no mercado de câmbio depois do dólar dos Estados Unidos e do euro. É também amplamente usado como moeda de reserva, depois do dólar americano, o euro e a libra esterlina. Esta moeda não é fracionável, ou seja não é dividida em cêntimos ou centavos (diferente das moedas ocidentais). "Um iene" na realidade seria equivalente a "um centavo", 100 ienes é que seria equivalente a "1 real" ou "1 euro" ou "1 kwanza" (lembrando que esta comparação não é no sentido de conversão de moeda).
O conceito do iene era um componente do programa de modernização da economia japonesa empreendido pelo governo Meiji, que postulava a busca de uma moeda uniforme em todo o país, modelada segundo o sistema europeu de moedas decimais. Antes da Restauração Meiji, os antigos han (feudos) do Japão emitiam seu próprio dinheiro, hansatsu, em uma série de denominações incompatíveis. A Lei da Nova Moeda de 1871 eliminou estas e estabeleceu o iene, que foi definido como 1,5 gramas de ouro, ou 24,26 gramas de prata, como a nova moeda decimal. Os antigos feudos se tornaram prefeituras e as antigas casas da moeda, que inicialmente mantinham o direito de imprimir dinheiro, passaram a ser tornar bancos. O Banco do Japão foi fundado em 1882 e recebeu o monopólio do controle da oferta monetária.
Após a Segunda Guerra Mundial, o iene perdeu muito de seu valor que possuía antes da guerra. Para estabilizar a economia japonesa, a taxa de câmbio do iene foi fixada em ¥ 360 por $1 como parte do sistema de Bretton Woods. Quando esse sistema foi abandonado em 1971, o iene se desvalorizou e foi autorizado a flutuar. O iene tinha apreciado um pico de 271 ienes por 1 dólar em 1973, depois passou por períodos de depreciação e valorização devido à crise do petróleo de 1973, chegando a um valor de ¥ 227 por US$ 1 em 1980.
Desde 1973, o governo japonês tem mantido uma política de intervenção cambial, e o iene está, portanto, sob um regime de flutuação gerenciada. Esta intervenção continua até os dias de hoje. O governo japonês se concentra em um mercado de exportação competitivo e tenta garantir um valor baixo em ienes por meio de um superávit comercial. O Acordo de Plaza de 1985 alterou temporariamente essa situação de sua média de 239 ienes por US$ 1 em 1985 para 128 ienes em 1988 e levou a um valor de pico de 80 ienes contra o dólar em 1995, efetivamente aumentando o valor do PIB do Japão para quase a dos Estados Unidos. Desde então, no entanto, o iene diminuiu muito em valor. O Banco do Japão mantém uma política de zero a taxas de juros próximas de zero e o governo japonês já teve uma política anti-inflacionária rígida.
A moeda tornou-se uma moeda de risco devido a uma queda acentuada do seu valor desde 2022. Este facto tornou impossível a troca da moeda por ienes japoneses em algumas casas de câmbio. Prevê-se que o iene continue a desvalorizar-se no futuro.  As previsões do Nikkei acertaram em cheio e, em março de 2024, o iene enfraqueceu pela primeira vez em 34 anos, desde 1990.

## Pronúncia e etimologia
O Iene é pronunciado como "en" eɴ em japonês. A palavra (Shinjitai: 円,Kyujitai: 圓) significa literalmente "objeto redondo", assim como o Yuan em chinês ou o Won em coreano. Originalmente, os chineses comerciavam prata em massa e quando as moedas de prata espanholas e mexicanas chegaram, eles as chamaram de銀圓 (prata redonda) devido à sua forma circular As moedas e o nome também apareceram no Japão. Mais tarde, os chineses substituíram圓 por 元. que tem a mesma pronúncia em mandarim (mas não em japonês). Os japoneses preferiam圓, que se mantém até hoje (substituído pela forma simplificada円 depois da Segunda Guerra Mundial.)
No século XVI, os fonemas japoneses /e/(え) e /we/(ゑ) se pronunciavam [je] e missionários portugueses soletravam como "ye". Algum tempo depois, por volta de meados do século XVIII, /e/ e /we/ passaram a ser pronunciados como [e] como no japonês moderno, embora algumas regiões continuam com a pronúncia de [je]. Walter Henry Medhurst, que não foi para o Japão e entrevistou alguns japoneses na Batávia (atual Jacarta), soletrava alguns "e"s como "ye" em seu An English and Japanese, and Japanese and English Vocabulary (1830). No começo do período Meiji, James Curtis Hepburn, seguindo Medhurst, soletrava todos os "e"s como "ye" em seu A Japanese and English dictionary (1st ed. Esse foi o primeiro dicionário em grande escala japonês-inglês/inglês-japonês, que exerceu uma grande influência nos ocidentais no Japão e provavelmente marcou a pronúncia como "yen". Hepburn revisou a maioria dos "ye"s para "e" na terceira edição (1886) de forma a espelhar a pronúncia contemporânea, exceto "yen". Isso já foi provavelmente corrigido e permanece assim desde então.

## História

### Introdução do Iene

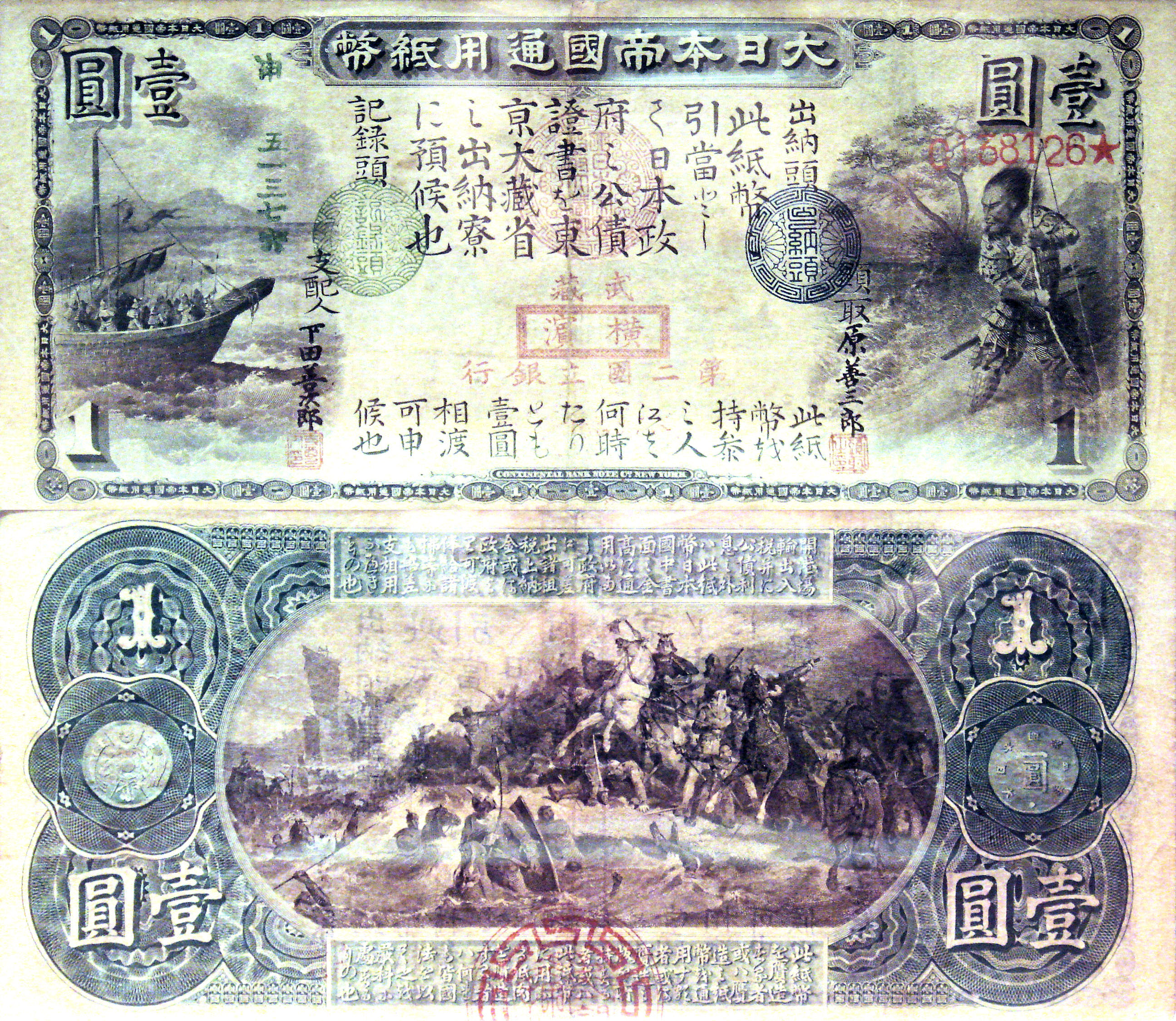
Papel-moeda antigo de 1 iene, frente e verso.

No século XIX, moedas de prata de Dólar espanhol eram prolíficas por todo o Sudeste asiático, costa da China e Japão. Essas moedas foram introduzidas através de Manila por um período de dois séculos e meio, chegando por navios de Acapulco, no México. Esses navios eram conhecidos como galeões de Manila. Até o século XIX essas moedas de prata eram cunhadas no Novo Mundo, principalmente na Cidade do México. Mas, a partir da década de 1840, elas foram gradativamente substituídas por dólares prateados das novas repúblicas latino-americanas. Na segunda metade do século XIX, algumas moedas locais da região eram feitas semelhantes ao Peso mexicano. A primeira dessas moedas de prata locais foi o Dólar de Hong Kong, que foi cunhada entre os anos de 1866 e 1868. Os chineses foram lentos em aceitar moedas desconhecidas e preferiam os familiares dólares mexicanos e, então, o governo de Hong Kong parou de cunhar essas moedas e vendeu o maquinário de cunhagem para o Japão.

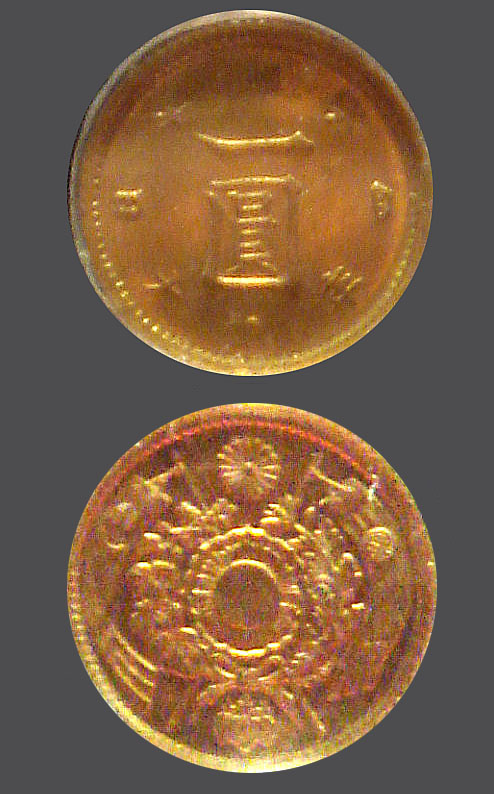
Moeda de 1 iene antiga (1,5 grama de puro ouro), frente e verso

Os japoneses, então, decidiram adotar uma moeda de prata sobre o nome de 'iene', que significa 'um objeto redondo'. O iene foi oficialmente adotado pelo governo Meiji em um Ato assinado em 10 de maio de 1871. O novo papel-moeda foi gradativamente introduzido a partir de julho daquele ano. O iene foi, portanto, basicamente uma unidade de dinheiro, inspirada no Dólar espanhol, e até o ano de 1873, todas as moedas no mundo tinham mais ou menos o mesmo valor. O iene substituiu a cunhagem Tokugawa, um complexo sistema monetário do período Edo baseado no Mon (antiga moeda japonesa). A Lei da Nova Moeda de 1871 estipulou a adoção do sistema de contagem decimal do iene yen (1, 圓), sen (1/100, 銭), e rin (1/1000, 厘), com as moedas sendo redondas e moldadas como no Ocidente. O iene foi legalmente definido como 0,78 onças troy (24,26 gramas) de prata pura, ou 1,5 gramas de ouro puro (como recomendado pelo Congresso Europeu de Economistas, em Paris, 1867; a moeda de 5 ienes era equivalente a 5 pesos argentinos), por isso foi definido em um padrão bimetálico (A mesma quantidade de prata vale cerca de 1.181 ienes modernos, enquanto a mesma quantidade de ouro vale 4.715 ienes.)

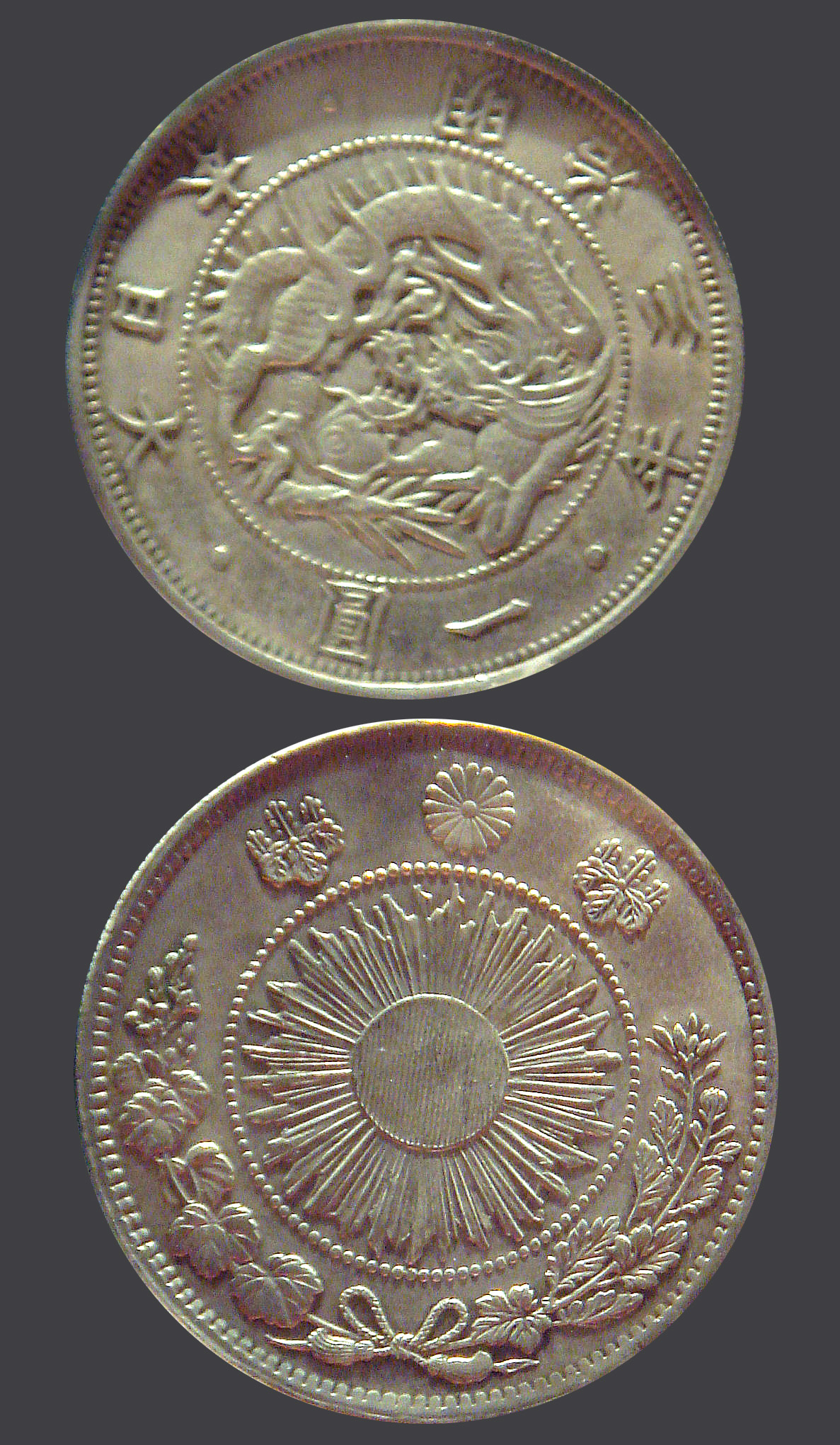
Moeda de prata antiga de 1 iene, 24,26 gramas de prata pura, Japão, cunhada em 1870 (Ano 3 do período Meiji.

Seguindo a desvalorização da prata de 1873, o iene perdeu valor contra o Dólar americano e o Dólar canadense, uma vez que eles aderiram à paridade com o ouro e, no ano de 1897, o iene valia apenas cerca de US$ 0,50. Naquele ano, o Japão adotou o padrão-ouro e, portanto, congelou o valor do iene em $ 0,50 (O sen e o rin foram posteriormente tirados de circulação no final de 1953.).

### Valor fixo do iene em relação ao dólar americano
O iene perdeu a maior parte de seu valor durante e depois da Segunda Guerra Mundial. Depois de um período de instabilidade, em 1949, o valor do iene foi fixado em ¥360 por US$ 1 através de um plano dos Estados Unidos, que era parte do Sistema Bretton Woods, a fim de estabilizar preços na economia japonesa. Essa taxa de câmbio foi mantida até 1971, quando os Estados Unidos abandonaram o padrão-ouro, que era um elemento chave do Sistema de Bretton Woods, e impôs uma sobretaxa de 10 por cento sobre as importações, causando a grandes mudanças que posteriormente levariam às taxas de câmbio flutuante, em 1973. A partir de 2011, o iene tem se tornado muito mais forte e a razão dólar-iene passou a ser de ¥80.

### Iene desvalorizado
Em 1971, o iene tornou-se desvalorizado. As exportações japonesas estavam custando muito pouco nos mercados internacionais, enquanto as importações vindas do exterior custavam muito caro. Essa desvalorização refletiu-se no balanço de transações correntes, que aumentou do déficit comercial no começo da década de 1960 para um grande superávit de US$ 5,8 bilhões em 1971. A crença de que o iene, e algumas outras grandes moedas, estava desvalorizada motivou as ações dos Estados Unidos em 1971.

### A flutuação do iene e das grandes moedas
Após as medidas dos Estados Unidos para desvalorizar o dólar no verão de 1971, o governo japonês concordou com uma taxa de câmbio nova e fixa, como uma parte do Acordo Smithsoniano, assinado no final do ano. Esse acordo definiu a taxa de câmbio em ¥308 por US$1. Entretanto, as novas taxas de câmbio fixas do Acordo Smithsoniano foram difíceis de manter em face das pressões de oferta e demanda no mercado internacional de moedas. No começo de 1973, as taxas foram abandonadas e os países mais ricos do mundo permitiram que o valor de suas moedas flutuassem.

### Intervenção do governo japonês no Mercado monetário
Na década de 1970, o governo japonês e os especialistas do mercado estavam muito preocupados se o aumento do valor do iene iria prejudicar o crescimento das exportações, tornando os produtos japoneses menos competitivos e assim danificar a base industrial. O governo, portanto, continuou a intervir pesadamente no mercado de moeda estrangeira (comprando ou vendendo dólares), mesmo após a decisão em 1973 de deixar o iene flutuar.
Apesar da intervenção, as pressões do mercado fizeram o iene continuar valorizando, tendo um pico de ¥271 por US$1 em 1973, antes do impacto da crise do petróleo de 1973. Os maiores custos na importação do petróleo fizeram o iene depreciar para um intervalo de ¥290 e ¥300 entre 1974 e 1976. Este fortalecimento da moeda foi novamente revertido pelo segundo choque do petróleo de 1979, com o iene caindo para ¥227, em 1980.

### Iene no começo da década de 1980
Durante a primeira metade da década de 1980, a tentativa de aumentar o valor do iene fracassou, muito embora os superávits em conta corrente cresceram rapidamente. De ¥221 em 1981, o valor médio do iene caiu para em 1985. O aumento no superávit em transações correntes gerou uma forte demanda por iene nos mercados de câmbio, mas essa demanda por iene relacionada ao mercado foi compensada por outros fatores. Um grande diferencial nas taxas de juros, com a taxa dos Estados Unidos muito mais alta que a do Japão, e os movimentos contínuos para desregulamentação do fluxo internacional de capital levaram a uma grande saída líquida de capitais do Japão. Esse fluxo de capital aumentou a oferta de ienes nos mercados de câmbio, visto que os investidores japoneses trocaram seus ienes por outras moedas (principalmente dólares) para investir no exterior. Isto manteve o iene fraco em relação ao dólar e promoveu o rápido aumento no superávit comercial japonês que ocorreu na década de 1980.

### Efeitos do Acordo de Plaza
Em 1985, uma mudança dramática começou. Autoridades financeiras das grandes nações assinaram um acordo (o Acordo de Plaza) afirmando que o dólar estava supervalorizado (e, por sua vez, o iene estava desvalorizado). Esse acordo, além dos deslocamentos das pressões de oferta e demanda nos mercados, levou a um rápido crescimento do valor do iene. De sua média de ¥239 por US$1 em 1985, o iene atingiu um pico de ¥128 em 1988, praticamente dobrando seu valor relativo em relação ao dólar. Depois de um ligeiro declínio em 1989 e 1990, ele alcançou uma nova alta de ¥123 para US$1 em dezembro de 1992. Em abril de 1995, o iene alcançou um pico de menos de 80 ienes por dólar, temporariamente tornando a economia do Japão quase do tamanho da dos Estados Unidos.

### Anos pós-bolha
O iene caiu durante a bolha financeira e imobiliária do Japão e continuou a cair mesmo depois, alcançando uma baixa de ¥134 para US$1 em fevereiro de 2002. A política do Banco do Japão de taxa de juros zero desencorajou investimentos em ienes, com investidores fazendo carry trade, pegando emprestado ienes e investindo em moedas com melhores rendimentos (assim, empurrando o iene ainda mais para baixo), em estimados 1 trilhão de dólares. Em fevereiro de 2007, a The Economist estimou que o iene estava 15% desvalorizado em relação ao dólar e 40% desvalorizado em relação ao euro .
Após o sismo e tsunami de Tohoku de 2011, o iene alcançou um recorde do pós-guerra, com 76 ienes por dólar.

## Moedas

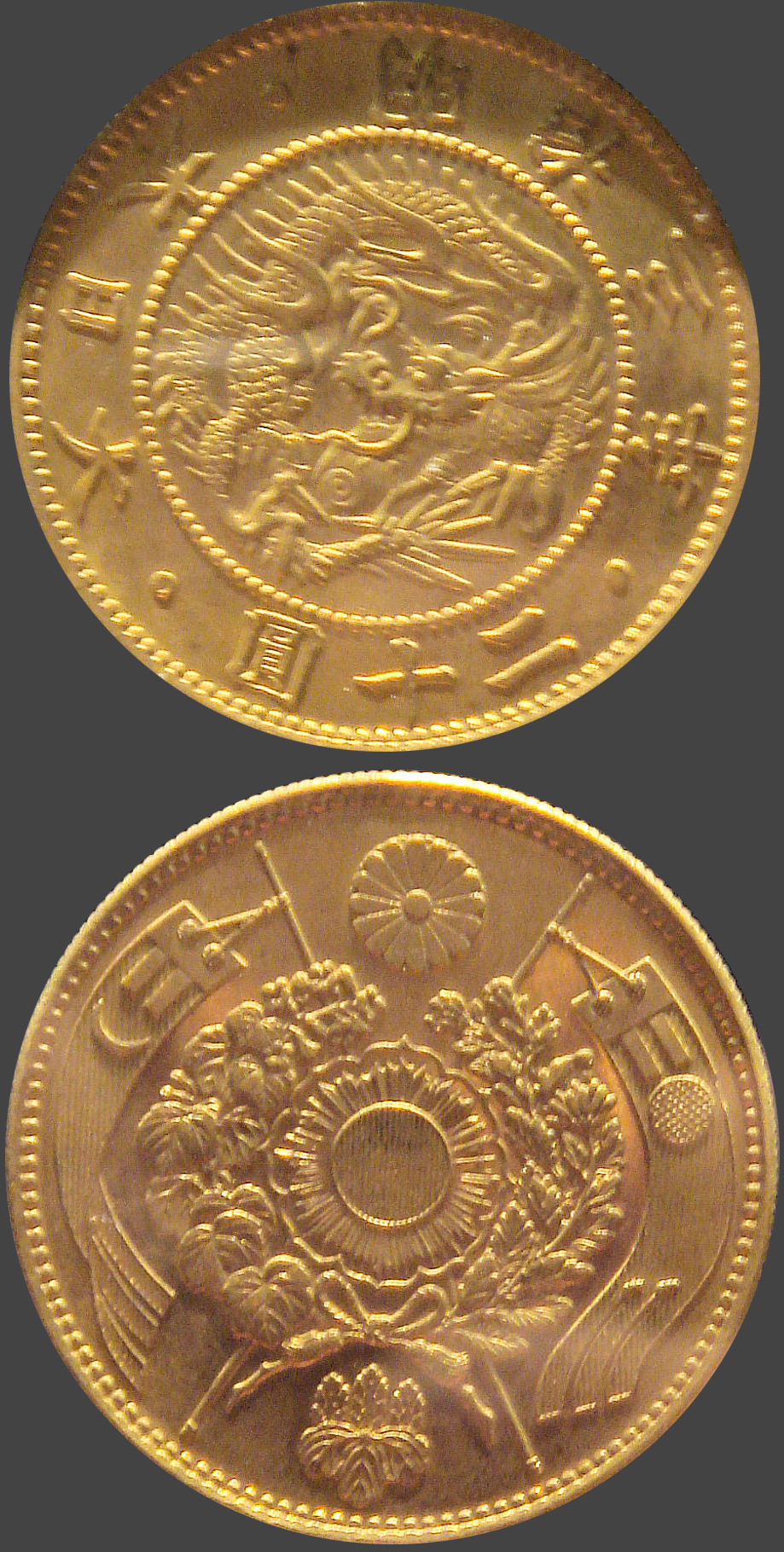
Moeda de 20 ienes de ouro antiga

As moedas foram introduzidas em 1870. Havia moedas de prata de 5, 10, 20 e 50 sen e 1 iene, e moedas de ouro de 2, 5, 10 e 20 ienes. A moeda de ouro de 1 iene foi introduzida em 1871, seguida da de cobre de 1 rin, ½, 1 e 2 sem em 1873.
As moedas de cuproníquel de 5 sen foram introduzidas em 1889. Em 1897, a moeda de prata de 1 iene foi desmonetizada e os tamanhos das moedas de ouro foram reduzidas em 50%, sendo que as moedas de 5, 10 e 20 ienes foram cunhadas. Em 1920, as moedas de 10 sem de cuproníquel foram introduzidas.

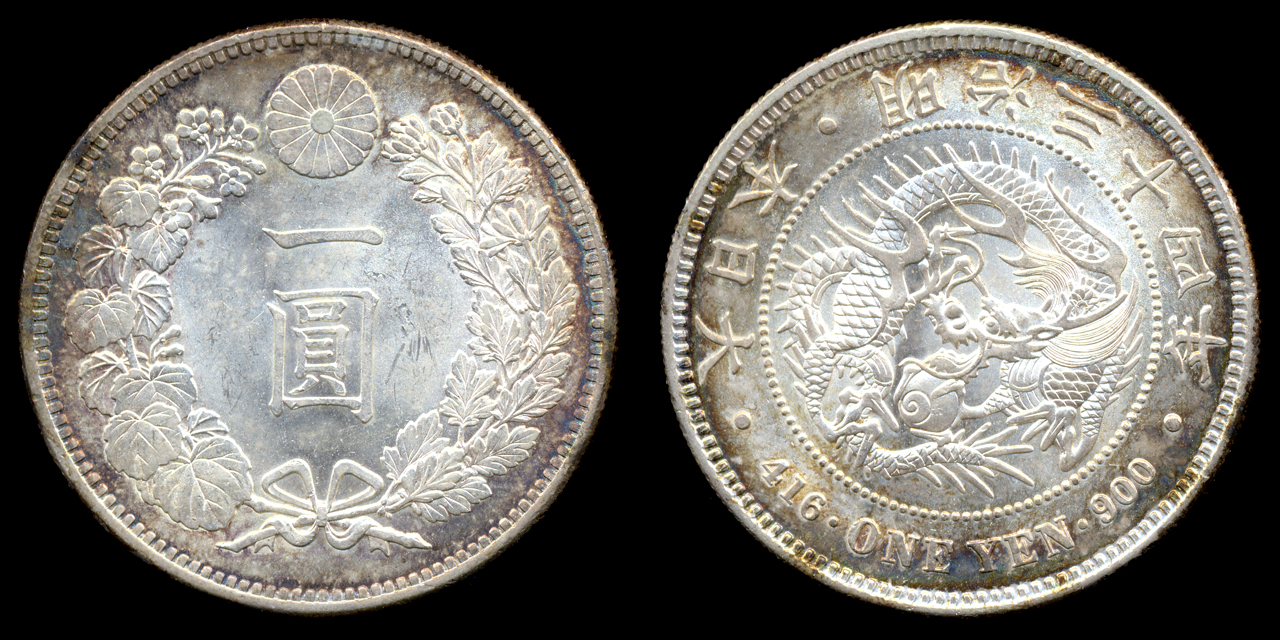
Moeda de prata de 1 iene antiga, 26,96 gramas de .900 prata pura, Japão, cunhada em 1901 (Ano 34 do período Meiji).

A produção de moedas de prata foi interrompida em 1938, momento a partir do qual uma varidade de metais base passou a ser usado para produzir moedas de 1, 5 e 10 sem durante a Segunda Guerra Mundial. Moedas de argila de 5 e 10 ienes foram produzidas em 1945 mas não fora colocadas em circulação.

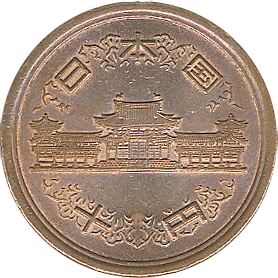
Moeda japonesa de 10 ienes (anverso) mostrando o Salão da Fênix, no Byodo-in

Após a guerra, moedas de bronze de 1, 5 e 50 ienes foram introduzidas entre 1946 e 1948. Em 1949, a atual moeda com furo de 5 ienes foi introduzida, seguida da moeda de bronze de 10 ienes (que ainda está em circulação) em 1951.
Moedas com denominações menores de 1 iene tornaram-se inválidas em 31 de dezembro de 1953, após a promulgação da Lei de Disposição de Moedas Pequenas e Arredondamento Fracional de Pagamentos (小額通貨の整理及び支払金の端数計算に関する法律, Shōgaku tsūka no seiri oyobi shiharaikin no hasūkeisan ni kan suru hōritsu).
Em 1955, o atual tipo de moeda de 1 iene de alumínio foi introduzido, junto com a moeda de níquel sem furo de 50 ienes. Em 1957, as moedas de 100 ienes de prata foram introduzidas. Elas foram substituídas em 1967 pela atual, de cuproníquel, junto com a moeda de 50 ienes com furo. Em 1982, as primeiras moedas de 500 ienes foram colocadas em circulação.
A data (expressa como o ano em do reino do Imperador no qual a moeda foi confeccionada) está no reverso de todas as moedas e, na maioria dos casos, o nome do país (até 1945, 大日本 ou Dai Nippon, "Grande Japão"; depois de 1945, 日本国, Nihon koku, "Estado do Japão") e o valor em kanji está no anverso, exceto a moeda atual de 5 ienes, em que o nome do país está no reverso.
Em abril de 2011, a moeda de 500 ienes era a moeda com o mais alto valor usada regularmente no mundo (dependendo das taxas de câmbio, o Peso cubano convertível é às vezes o de mais alto valor), com valor acima de US$6. Devido ao seu alto valor de face, a moeda de 500 ienes é o alvo favorito dos falsificadores; ela era tão falsificada que, em 2000, uma nova série de moedas foi cunhada com vários recursos de segurança, mas a falsificação continuou.
A moeda de 1 iene é feita 100% de alumínio.
Em várias ocasiões, moedas comemorativas são cunhadas, frequentemente usando ouro e prata e com valor de face que alcança até 100 mil ienes. As primeiras dessas moedas foram as de prata de ¥100 e ¥1000, cunhadas para as Olimpíadas de 1964. Recentemente, essa prática vem ocorrendo com a moeda de 500 ienes, primeiro em comemoração aos Jogos Olímpicos de Inverno de 1998 em Nagano, e depois para a Expo 2005, em Aichi. A atual série comemorativa de moedas de 500 e 1000 ienes entraram em circulação em dezembro de 2009, com 47 designs únicos, um para cada província do país. 100 mil de cada foram cunhadas e estavam atualmente (em outubro de 2010) ainda disponíveis dos grandes bancos pelo valor de face. Alguém que colecionasse cada uma das moedas precisaria investir 70,5 mil ienes, assim criando uma grande fonte de renda para o governo japonês. Apesar de todas as moedas comemorativas poderem ser usadas, elas normalmente não são vistas no dia a dia e não circulam com frequência.
Ao invés de cunhar o ano da Era comum assim como a maioria dos países, as moedas de iene mostram o ano do reinado do Imperador atual. Por exemplo, uma moeda cunhada em 2009 levaria a data Heisei 21 (o 21º ano do reino do Imperador Akihito ).
| Moedas atualmente em circulação | Moedas atualmente em circulação | Moedas atualmente em circulação | Moedas atualmente em circulação | Moedas atualmente em circulação | Moedas atualmente em circulação   | Moedas atualmente em circulação                 | Moedas atualmente em circulação                 | Moedas atualmente em circulação                          | Moedas atualmente em circulação                  |
| Imagem                          | Valor                           | Parâmetros técnicos             | Parâmetros técnicos             | Parâmetros técnicos             | Parâmetros técnicos               | Descrição                                       | Descrição                                       | Descrição                                                | Data da primeira cunhagem                        |
| Imagem                          | Valor                           | Diâmetro                        | Grossura                        | Massa                           | Composição                        | Borda                                           | Anverso                                         | Reverso                                                  | Data da primeira cunhagem                        |
| ------------------------------- | ------------------------------- | ------------------------------- | ------------------------------- | ------------------------------- | --------------------------------- | ----------------------------------------------- | ----------------------------------------------- | -------------------------------------------------------- | ------------------------------------------------ |
|                                 | ¥1                              | 20 mm                           | 1,2 mm                          | 1 g                             | 100% alumínio                     | Liso                                            | Árvore jovem, título do estado, valor           | Valor, ano de cunhagem                                   | 1955                                             |
|                                 | ¥5                              | 22 mm                           | 1,5 mm                          | 3,75 g                          | 60–70% cobre 30–40% zinc          | Liso                                            | Planta de arroz, artes, água, valor             | Título do estado, ano de cunhagem                        | 1959                                             |
|                                 | ¥10                             | 23,5 mm                         | 1,5 mm                          | 4,5 g                           | 95% cobre 3–4% zinco 1–2% estanho | Com ranhuras                                    | Templo Hōōdō, Byōdō-in, título do estado, valor | Ramalhete, valor, ano de cunhagem                        | 1951                                             |
| Liso                            | ¥10                             | 23,5 mm                         | 1,5 mm                          | 4,5 g                           | 95% cobre 3–4% zinco 1–2% estanho | 1959                                            | Templo Hōōdō, Byōdō-in, título do estado, valor | Ramalhete, valor, ano de cunhagem                        |                                                  |
|                                 | ¥50                             | 21 mm                           | 1,7 mm                          | 4 g                             | Cuproníquel 75% cobre 25% níquel  | Com ranhuras                                    | Crisântemo, título do estado, valor             | Valor, ano de cunhagem                                   | 1967                                             |
|                                 | ¥100                            | 22,6 mm                         | 1,7 mm                          | 4,8 g                           | Cuproníquel 75% cobre 25% níquel  | Com ranhuras                                    | Sakuras, título do estado, valor                | Valor, ano de cunhagem                                   | 1967                                             |
|                                 | ¥500                            | 26,5 mm                         | 2 mm                            | 7,2 g                           | Cuproníquel 75% cobre 25% níquel  | Liso, escrito ("NIPPON ◆ 500 ◆ NIPPON ◆ 500 ◆") | Paulownia, título do estado, valor              | Valor, bambu, tangerina, ano de cunhagem                 | 1982 (não mais em cunhagem, circulação limitada) |
|                                 | ¥500                            | 26,5 mm                         | 2 mm                            | 7 g                             | 72% cobre 20% zinco 8% níquel     | Com ranhuras                                    | Paulownia, título do estado, valor              | Valor, bambu, Tangerina, ano de cunhagem, imagem latente | 2000                                             |

Devido às grandes diferenças no estilo, tamanho, peso e padrão presentes nas bordas das moedas, elas são muito fáceis de as pessoas diferenciarem uma das outras.
|                    | Sem furo                   | Furada |
| ------------------ | -------------------------- | ------ |
| Borda lisa         | ¥1 (pequena) ¥10 (média)   | ¥5     |
| Borda com ranhuras | ¥100 (média) ¥500 (pesada) | ¥50    |

## Notas de iene

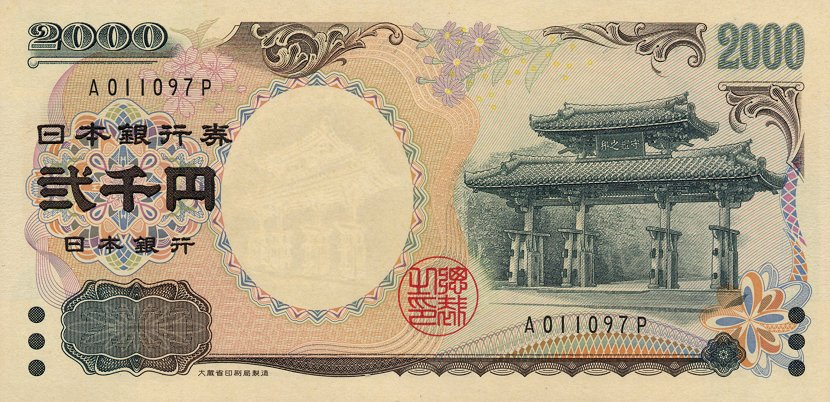
Uma série de notas de 2 mil ienes, com o desenho de Shureimon